# الدوري اليوغوسلافي الدرجة الأولى
الدوري اليوغوسلافي الدرجة الأولى (بالصربية: Прва савезна лига у фудбалу / Prva savezna liga u fudbalu)، (بالكرواتية: Prva savezna liga u nogometu)‏، (بالسلوفينية: Prva zvezna nogometna liga)‏، (بالمقدونية: Прва сојузна лига)‏، (بالألبانية: Liga e parë federale‏)، كان الدوري الممتاز لكرة القدم فيمملكة يوغوسلافيا (1918-1941) وجمهورية يوغوسلافيا الاشتراكية الاتحادية (1945-1992).
كانت بطولة الدوري الأولى واحدة من بطولتين وطنيتين تقامان سنويًا في يوغوسلافيا، وكأس يوغوسلافيا هي الأخرى.
أصبح الدوري محترفًا بالكامل في عام 1967.